# Penianthus longifolius
Espèce
Synonymes
- Penianthus fruticosus Hutch. & Dalziel[1]
- Penianthus gossweileri Exell[1]

Penianthus longifolius est une espèce de plantes à fleurs de la famille des Menispermaceae. C'est un arbuste présent en Afrique tropicale, du Nigeria et du Cameroun jusqu'en Angola (Cabinda) et à l’est de République démocratique du Congo.